# Jianling (sockenhuvudort i Kina, Shaanxi, lat 34,64, long 108,42)
Jianling (kinesiska: 建陵, 建陵镇) är en sockenhuvudort i Kina. Den ligger i provinsen Shaanxi, i den nordvästra delen av landet, omkring 61 kilometer nordväst om provinshuvudstaden Xi'an. Antalet invånare är 18 993. Befolkningen består av 9 070 kvinnor och 9 923 män. Barn under 15 år utgör 15,0 %, vuxna 15-64 år 74 %, och äldre över 65 år 10,0 %.
Runt Jianling är det tätbefolkat, med 459 invånare per kvadratkilometer. Närmaste större samhälle är Dayang, 18,4 km sydväst om Jianling. Trakten runt Jianling består till största delen av jordbruksmark.
Genomsnittlig årsnederbörd är 643 millimeter. Den regnigaste månaden är september, med i genomsnitt 150 mm nederbörd, och den torraste är december, med 1 mm nederbörd.